# Byggnadsstyrelsen (Sverige)
Byggnadsstyrelsen, fram till 1967 Kungliga Byggnadsstyrelsen var ett svenskt statligt verk, som bildades den 1 januari 1918 genom ombildning av Överintendentsämbetet. 

## Bakgrund
Byggnadsstyrelsen uppgift var i huvudsak att verka för en sund utveckling av byggnadsverksamheten, öva högsta inseendet över det offentliga husbyggnadsväsendet, förvalta statens för civilt ändamål anslagna byggnader samt tillhandagå med råd och upplysningar inom området för sin verksamhet. Byggnadsstyrelsen utgjordes av en generaldirektör och chef samt som ledamöter sju byråchefer, vilka förestod respektive utrednings-, byggnads-, intendents-, kulturhistoriska, stadsplane- och administrativa byrån samt en värmeteknisk avdelning. Chefen för byggnadsbyrån benämndes byggnadschef, de övriga byråcheferna med undantag av cheferna för administrativa byrån och den nytillkomna värmetekniska avdelningen byggnadsråd. Ansvaret för den fysiska planeringen överfördes 1967 till det nyinrättade Statens planverk.
Ansvaret för statliga myndigheters lokalfrågor innebar bland annat att en mängd byggnadsverk uppfördes genom Byggnadsstyrelsens försorg, till exempel inom förvaltning, domstolsväsende, museer, högre utbildning och forskning. 
1926 uppfördes Ämbetshuset som byggnadsstyrelsens säte på Kungsholmen i Stockholm efter ritningar av arkitekten Axel Lindegren.
Byggnadsstyrelsen avvecklades 1993. Dess uppgifter övertogs av Statens fastighetsverk, Vasakronan (delar av Vasakronans bestånd fördes 1997 över till Specialfastigheter), Akademiska Hus och Lokalförsörjningsverket (lades ner 1998).

## Generaldirektörer och chefer
- 1918–1924: Carl Möller
- 1924–1936: Ivar Tengbom
- 1936–1950: Henning Leo
- 1951–1957: Gunnar Wejke
- 1958–1971: Sixten Larsson
- 1971–1977: Reidar Tilert
- 1977–1980: Lennart Sandgren
- 1980–1986: Hans Löwbeer
- 1986–1992: Lars Ag
- 1992–1993: Erik Åsbrink
- 1993–1993: Britt-Marie Bystedt

## Anvisningar till byggnadsstadgan
Byggnadsstyrelsen gav ut anvisningar till byggnadsstadgan. De första anvisningarna till 1947 års byggnadsstadga var BABS 46.
De ersattes 1950 av BABS 1950. Betydande ändringar och kompletteringar hade gjorts. Flera tillägg har givits formen av anmärkningar, som inte var bindande på samma sätt som anvisningarna i övrigt, men visade byggnadsstyrelsens ståndpunkt och därför inte utan särskild anledning borde frångås.
1960 trädde en ny byggnadsstadga i kraft. Enhetliga byggnadsbestämmelser för landet infördes och de de lokala byggnadsordningarna slopades. Byggnadsstyrelsen gav ut sina Anvisningar till byggnadsstadgan, BABS 1960. Reglerna var inte bindande karaktär. 1967 överfördes ansvaret för den fysiska planeringen till Statens planverk som gav ut Svensk Bygg Norm 67, SBN 1967, som ersatte BABS 1960.
På Boverkets webbplats ges tillgång till de äldre byggreglerna i pdf-format.